# Tank 300
Le TANK 300 est un modèle de SUV compact produit par Great Wall Motors sous la marque TANK, autrefois sous WEY.

## Aperçu
Le TANK 300 a été présenté en juillet 2020 au Salon de l'auto de Chengdu. Il a été mis en vente sur le marché chinois le 17 décembre 2020. C'est le premier véhicule à être construit sur la plate-forme appelée "Tank" par Great Wall,.
Le TANK 300 est propulsé par un moteur essence turbo de deux litres connu des autres modèles de Wey. Il a une puissance de 167 kW (227 ch) et accélère le véhicule tout-terrain à 100 km/h en dix secondes. Wey spécifie la vitesse maximale à 170 km/h. Le véhicule dispose de trois blocages de différentiel.
Une édition Frontier est lancée en Chine en décembre 2022, avec un kit carrosserie spécifique accentuant son ambiance tout-terrain.

## Exportations
Le 6 juillet 2022, le TANK 300 version tout-terrain a été lancé en Arabie saoudite.